# Scythropopsis
Scythropopsis – rodzaj chrząszczy z rodziny kózkowatych. 

## Zasięg występowania
Przedstawiciele tego rodzaju występują w Ameryce Północnej i Południowej od Meksyku na płn. po Argentynę na płd.

## Systematyka
Do Scythropopsis zaliczanych jest 16 gatunków:
- Scythropopsis abstersa
- Scythropopsis albitarsis
- Scythropopsis barrerai
- Scythropopsis boucheri
- Scythropopsis cornuta
- Scythropopsis granitica
- Scythropopsis intricata
- Scythropopsis lacrymans
- Scythropopsis lugens
- Scythropopsis melanostictica
- Scythropopsis nigritarsis
- Scythropopsis pupillata
- Scythropopsis sallei
- Scythropopsis tysoni
- Scythropopsis variegata
- Scythropopsis wappesi.